# 埃邦伊州
埃邦伊州（英語：Ebonyi State）是奈及利亞36州之一，建立于1996年10月1日，首府阿巴卡利基，总面积5,533平方公里，2006年人口2,176,947，人口密度每平方公里390人。
1. ↑  . www.citypopulation.de.   [7 February 2024]. （原始内容存档于2025-01-24）.
2. 1 2   (PDF). Tellusant.   [1 June 2023].
3. ↑  . hdi.globaldatalab.org.   [13 September 2018]. （原始内容存档于2018-09-23） （英语）.